# Marietta (Corot)
Pour les articles homonymes, voir Marietta.
Marietta – ou L'Odalisque romaine – est un tableau réalisé par le peintre français Jean-Baptiste Camille Corot en 1843 à Rome, en Italie. De format horizontal, cette huile sur papier marouflé sur toile est un nu qui représente une jeune femme aux cheveux noirs couchée sur de la literie blanche. Le bras gauche enroulé au-dessus de sa tête, qu'elle tourne vers l'arrière, elle y figure en torsion, dans une posture qui rappelle les odalisques de Jean-Auguste-Dominique Ingres, notamment La Grande Odalisque de 1814. Il s'agit d'un modèle qui pose dans l'atelier de Jean-Achille Benouville et dont le prénom est inscrit dans le quart supérieur gauche de la composition, donnant son titre à l'œuvre. Achetée en 1934, cette dernière est conservée au Petit Palais, un musée d'art parisien qui la considère comme l'un de ses chefs-d'œuvre,.